# جيون دو يون
جيون دو يون  (بالكورية: 전도연)‏ (ولدت في 11 فبراير 1973) ممثلة كورية جنوبية حصلت على العديد من الجوائز في مسيرتها المهنية، بما في ذلك أفضل ممثلة في
مهرجان كان السينمائي لعام 2007 لتجسيدها دور امرأة مكسورة الذي فقد كل شيء في سكريت سنشاين  من إخراج لي تشانغ دونغ.

## الأعمال

### أفلام
| السنة | العنوان       | الدور        | م.    |
| ----- | ------------- | ------------ | ----- |
| 1999  | لحن في ذاكرتي | يون هونغ يون | [ 2 ] |
| 1999  | نهاية سعيدة   | تشوي بورا    | [ 2 ] |
| 2010  | الخادمة       | يون يي       | [ 3 ] |
| 2019  | تساقط الرماد  | صن هوا       | [ 4 ] |
| 2022  | إعلان الطوارئ | سوك هي       | [ 5 ] |

## الجوائز والترشيحات
| قائمة الجوائز والترشيحات         | قائمة الجوائز والترشيحات | قائمة الجوائز والترشيحات | قائمة الجوائز والترشيحات | قائمة الجوائز والترشيحات |
| الجائزة                          | الفئة                    | عن عمل                   | النتيجة                  | م.                       |
| -------------------------------- | ------------------------ | ------------------------ | ------------------------ | ------------------------ |
| الدورة 61 لجوائز بايكسانغ للفنون | أفضل ممثلة               | ريفولفر                  | في الانتظار              | [ 6 ]                    |

## روابط خارجية
- جيون دو يون على موقع IMDb (الإنجليزية)
- جيون دو يون على موقع قاعدة بيانات الأفلام العربية
- جيون دو يون على موقع ألو سيني (الفرنسية)
- جيون دو يون على موقع أول موفي (الإنجليزية)
- جيون دو يون على موقع قاعدة بيانات الأفلام السويدية (السويدية)
- جيون دو يون على موقع قاعدة بيانات الفيلم (الإنجليزية)
- جيون دو يون على موقع كينوبويسك (الروسية)